# Castelo de Tullibardine
O Castelo de Tullibardine foi um castelo localizado na vila de Tullibardine, 2 milhas a norte de Auchterarder, em Perth e Kinross, na Escócia.

## História
Maria da Escócia visitou William Murray de Tullibardine no castelo em 16 de novembro de 1562, e em 31 de dezembro de 1566.
James VI costumava visitar John Murray, primeiro conde de Tullibardine. Ele e Ana da Dinamarca compareceram ao casamento de Lilias Murray e John Grant de Freuchie no dia 21 de junho de 1591 em Tullibardine. James VI apresentou-se numa máscara com o seu valete, provavelmente John Wemyss de Logie. Eles usavam máscaras de carnaval veneziano e capacetes com fantasias de tafetá rosa e vermelho. James VI esteve em Tullibardine para o Ano Novo em 1592.